# Lea Ivanova
Lea Ivanova, bulgarisch Леа Иванова,  (* 13. August 1923 in Dupniza, Zarentum Bulgarien; † 28. Mai 1986) war eine bulgarische Jazzsängerin.

## Leben
Ivanova wuchs in Konstantinopel auf, wo sie im Kinderchor des bulgarischen Exarchats sang. Anfang der 1940er Jahre zog sie nach Sofia, um Kunst zu studieren, verlagerte ihr Interesse aber schon bald auf die Musik. Sie wurde Solistin im Slavic Talk (Славянска беседа), einem Jazzorchester, das von dem Saxophonisten Leon L’Alfàs geleitet wurde. In den frühen 1950er Jahren trat sie in verschiedenen Jazz- und Swing-Formationen auf. Als sich Ende des Jahrzehnts die Situation für Jazzmusik in Bulgarien verschlechterte, da das kommunistische Regime versuchte, westliche Einflüsse einzudämmen, arbeitete sie ab 1956 als Bandsängerin mit den Orchestern von Christo Vuchkov und Dimitar Ganev, dem Big Orchestra Concert Directorate von Boris Simeonov und bei Emil Georgiev, die meist populäre Unterhaltungsmusik spielten. Ab 1957 bildete Lea Ivanova mit ihrem Ehemann Eddie Kazassian eine eigene Band. 1960 traten sie in Belgrad mit der Quincy Jones Big Band auf, 1962 und 1963 im Ostberliner Friedrichstadtpalast; 1964 gingen sie in Westdeutschland auf Tour. Bis 1983 trat sie vorwiegend in Varietéshows auf; ihr Repertoire umfasste Chansons, Evergreens, russische Lieder, bulgarische Folklore und italienische Canzones, jedoch trat sie selten in ihrem Heimatland Bulgarien auf, wo ihre Musik durch die Zensur verboten war. Ende der 1970er Jahre wurde sie kurze Zeit mit dem Vorwurf „obszönen Verhaltens“ in einem Arbeitslager inhaftiert. Kurz nach ihrer Freilassung erlitt sie einen Schlaganfall, der sie an den Rollstuhl fesselte und ihre Gesangskarriere beendete. 
Lea Ivanova veröffentlichte im Laufe ihrer Karriere mehrere Alben, die in Ungarn bei Qaliton, in Deutschland bei Deutsche Vogue, in Rumänien bei Electrecord, in Polen bei MUZA and in Bulgarien bei Balkanton erschienen sind.

## Diskographische Hinweise
- Lea Ivanova & Allegro Quartet with Electrecord Dance Orchestra (10"-LP, Electrecord, ca. 1960)
- Lea Ivanova, Eddy Kazassian Combo (Qualiton, 1963)
- Леа (Balkanton, 1979)